# Phrom Khiri
Phrom Khiri (em tailandês: อำเภอพรหมคีรี) é um distrito da província de Nakhon Si Thammarat, no sul da Tailândia. É um dos 23 distritos que compõem a província. Sua população, de acordo com dados de 2012, era de 36 906 habitantes, e sua área territorial é de 321,50 km².
O distrito foi criado em 13 de julho de 1981.